# Sagalassa basichrysa
Sagalassa basichrysa is een vlinder uit de familie Brachodidae. De wetenschappelijke naam van de soort is voor het eerst geldig gepubliceerd in 1916 door Oswald Beltram Lower.